# Triangle of Sadness
Triangle of Sadness (dt.: Dreieck der Traurigkeit, auch Zornesfalte) ist ein Spielfilm von Ruben Östlund. Die satirische Tragikomödie ist in der Welt der Reichen und Schönen angesiedelt und wirft einen Blick auf menschliche Abgründe. Der Film feierte im Mai 2022 bei den Filmfestspielen in Cannes seine Premiere, wo er im Hauptwettbewerb gezeigt und mit der Goldenen Palme ausgezeichnet wurde. Im Rahmen der Verleihung des Europäischen Filmpreises im Dezember 2022 wurde Triangle of Sadness als bester Film ausgezeichnet, zudem Östlund für die beste Regie und das beste Drehbuch und Zlatko Burić als bester Darsteller. Am 13. Oktober 2022 kam der Film in die deutschen Kinos.

## Handlung
Carl und Yaya sind ein Paar und arbeiten beide als Models. Yaya scheint besser im Geschäft zu sein, während Carls Stern als Fotomodell bereits wieder sinkt. Nach einem Abendessen in einem noblen Restaurant erwartet Yaya, dass Carl als Mann die Rechnung übernimmt. Er macht ihr eine Szene und fordert eine gleichwertige Partnerschaft, jenseits der üblichen Geschlechterklischees. Erst spät in der Nacht kommt es zur Versöhnung, als Yaya sich bereit zeigt, offener und ehrlicher mit Carl zu sprechen. Carl liebt Yaya und hofft, sie wirklich für sich gewinnen zu können.
Weil Yaya auch Influencerin ist, darf das Paar kostenlos an einer Kreuzfahrt auf einer Luxusyacht teilnehmen. Dort treffen sie auf reiche und neureiche Menschen, die jeden Überfluss gewohnt sind und mal mit Selbstironie, mal mit Exzentrik auffallen. Als Yaya einem männlichen Crewmitglied, das oberkörperfrei arbeitet, schöne Augen macht, beschwert sich der eifersüchtige Carl über ihn, was zu der sofortigen Entlassung des Crewmitglieds führt. Vera, die Gattin eines Düngemittelproduzenten, verwickelt eine Stewardess erst in ein peinliches Gespräch, befiehlt ihr, samt Dienstkleidung in den Pool zu steigen, und lässt schließlich das gesamte Personal antreten, um über die Rettungsrutsche im Meer baden zu gehen.
Der US-amerikanische Kapitän hat sich seit Tagen volltrunken in seiner Kabine verbarrikadiert. Er erscheint erst zum Kapitänsdinner, das auf einen Tag verschoben wurde, für den Sturm und schwere See angesagt sind. Zunächst vertilgen die Gäste noch Delikatessen und Champagner, doch es versinkt mehr und mehr im Chaos, als immer mehr der anwesenden Gäste anfangen, krank zu werden und sich zu übergeheben. Ob der Auslöser für das allgemeine Unwohlsein die unruhige See oder das Essen ist, dessen Zubereitung durch das Schwimmen der Küchenbelegschaft verzögert wurde, wird nicht ganz klar gemacht. Fast alle verlassen fluchtartig den Saal. Nur der Kapitän und der Düngemittelproduzent Dimitry zeigen sich unbeeindruckt: Der amerikanische Marxist und der osteuropäische Profiteur der postsowjetischen Ära werfen sich Lieblingszitate an den Kopf, die sie per Mobiltelefon googeln. Während die Yacht im Chaos versinkt, gehen beide zu einem Trinkspiel über. Sturzbetrunken sorgt Dimitry für zusätzliche Panik, indem er über die Sprechanlage verkündet, das Schiff werde sinken und bezeichnet den Kapitän als Kommunisten. Dieser korrigiert daraufhin, dass er Marxist sei, lässt den Zustand des Schiffes unkommentiert und fängt schließlich an, ein selbstgeschriebenes klassenkritisches Werk zu verlesen, dem die panischen und verstörten Gäste lauschen.
Zeitgleich fängt eine Gruppe von Piraten an, das Schiff zu überfallen. Nach einer Explosion, die den Untergang des Schiffs zur Folge hat, können sich nur wenige Überlebende auf eine Insel retten. Abigail, die auf der untergegangenen Yacht als einfache Putzfrau gearbeitet hat, wird später allein in einem geschlossenen Freifallrettungsboot an den Strand gespült und hat etwas Proviant dabei, den sie zögerlich, aber unkommentiert mit den anderen Überlebenen teilt.
Hier etabliert sich im Handumdrehen eine neue Rangordnung: Abigail etabliert sich als Einzige, die sich fern der Zivilisation zu helfen weiß, fischen geht, Feuer machen kann und für alle kocht, zur Anführerin. Bei der Verteilung des Essens beansprucht sie den größten Teil und damit die Führungsrolle für sich. Wer ihren Anspruch akzeptiert, bekommt mehr zu essen. Der begehrenswerte Carl verbringt die Nächte bei ihr im Rettungsboot. Anfangs lässt er sich von Yaya, die sich auf manipulative Techniken versteht, Tipps geben, wie er verhindern könnte, Abigail sexuell zu Diensten sein zu müssen. Diesen Widerstand gibt er jedoch rasch auf und dringt darauf, dass Abigail ihre neue Beziehung vor der Gruppe öffentlich macht.
Der schüchterne IT-Experte Jarmo erschlägt einen verletzten Esel. In einer archaisch anmutenden Szenerie feiert die Gruppe den Jagderfolg. Yaya küsst Jarmo, um Carls Eifersucht zu wecken. Tags darauf beschließt Yaya, auf eigene Faust die Berge zu erkunden und Hilfe zu suchen. Abigail begleitet sie. Auf dem Weg meint Yaya voller Bewunderung, Abigail habe es geschafft, ein Matriarchat zu errichten. Sie stoßen zufällig auf die menschenleere Badebucht eines Luxusresorts mit Sonnenliegen und Aufzug. Yaya freut sich über die Rettung, aber Abigail zögert. Sie erkennt, dass sie mit der Rückkehr in die gewohnte Ordnung wieder auf unterster Stufe stehen wird. Abigail ergreift einen großen Stein, um Yaya hinterrücks zu erschlagen. Diese, nichts ahnend, sagt Abigail, dass sie ihr nach einer Rettung Unterstützung zukommen lassen möchte. Nach kurzem Zögern schlägt sie vor, Abigail als Assistentin für sich arbeiten zu lassen. Ob Yaya erschlagen wird, wird nicht gezeigt.
Man sieht, wie Carl durch unwegsames Gestrüpp rennt. Hier endet der Film abrupt.

## Produktion

### Regie und Drehbuch
„Heute heißt es häufig: ‚Warum porträtiert ihr die armen Menschen auf so gemeine Art und Weise?‘ Ich bin zumindest gerecht: Ich porträtiere alle Menschen als gemein. Ich behandele meine Figuren also gerecht.“

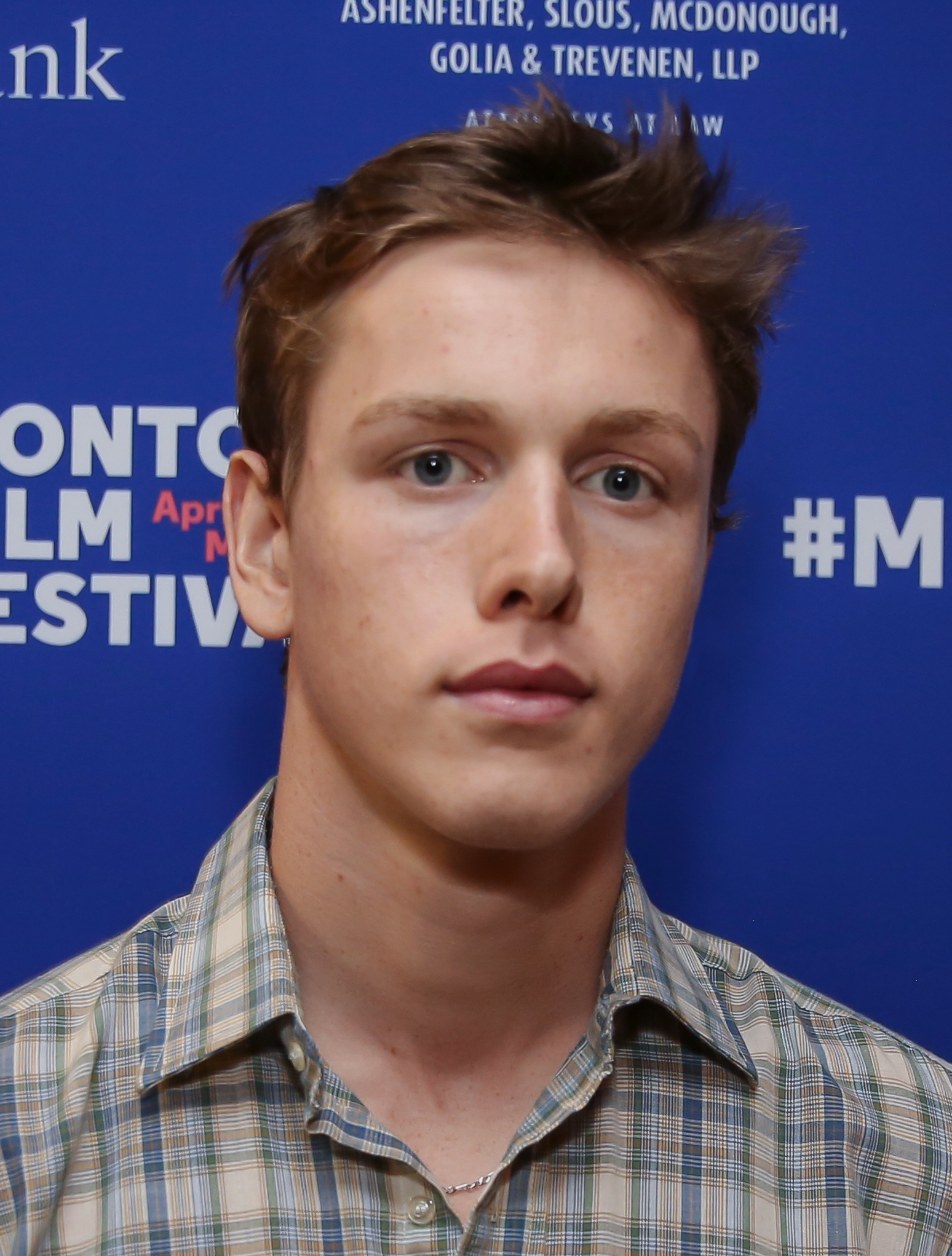
Harris Dickinson spielt Carl mit dem titelgebenden „Triangle of Sadness“ über den Augen

Regie führte Ruben Östlund, der auch das Drehbuch schrieb. Der Titel des Films bezieht sich auf einen „Begriff, der von plastischen Chirurgen verwendet wird“. Von Bedeutung ist dieser, als Carl während eines Model-Castings zu Beginn versuchen soll, seine Sorgenfalten über den Augen zu entspannen.
Triangle of Sadness ist Östlunds erstes vollständig englischsprachiges Werk. Bereits bei Höhere Gewalt und The Square hatte er eine Trilogie zum Thema Männlichkeit im Sinn, und es sei interessant, die Männerfiguren in allen drei Filmen zu vergleichen.
Als Grund dafür, seinen Film in der Welt der Mode anzusiedeln, erklärte Östlund: „Als ich meine Frau kennenlernte, die Modefotografin ist, hat sie mir so viele Geschichten erzählt.“ Die Modewelt sei interessant, weil sie ihn gleichermaßen verstöre wie anziehe. Zudem sei es einer der wenigen Berufe, in denen Männer weniger verdienen als Frauen. Er sei in den 1980er Jahren aufgewachsen, als die beiden Ideologien Kapitalismus und Kommunismus ständig gegeneinander antraten: „Ich dachte bis vor kurzem, dass wir diese Polarisierung hinter uns haben. Aber da die Menschen gern vereinfachen, nehmen sie nicht das Beste aus beiden Welten, sondern es wird zu einem ideologischen Kampf. Der Kapitän und der Russe stehen ein bisschen für diese Haltung.“
Der Film ist unterteilt in die Kapitel Teil 1: Carl und Yaya, Teil 2: Die Yacht sowie Teil 3: Die Insel.

### Besetzung und Synchronisation
| Darsteller         | Synchronsprecher     | Rolle                |
| ------------------ | -------------------- | -------------------- |
| Alicia Eriksson    | Franciska Friede     | Alicia               |
| Harris Dickinson   | Flemming Stein       | Carl                 |
| Zlatko Burić       | Pjotr Olev           | Dimitry              |
| Henrik Dorsin      | Jens Wendland        | Jarmo                |
| Woody Harrelson    | Thomas Nero Wolff    | Kapitän Thomas Smith |
| Vicki Berlin       | Christin Marquitan   | Paula                |
| Sunnyi Melles      | Sunnyi Melles        | Vera                 |
| Charlbi Dean Kriek | Katharina von Keller | Yaya                 |

Der US-Amerikaner Woody Harrelson spielt Thomas Smith, den Marxisten, der der Kapitän der Yacht für die Superreichen ist. Neben ihm sind der Brite Harris Dickinson in der Rolle des Carl zu sehen, weiter die im August 2022 im Alter von 32 Jahren verstorbene Südafrikanerin Charlbi Dean in der Rolle seiner Freundin Yaya, Vicki Berlin als Chief Steward Paula und die deutsche Schauspielerin Iris Berben als deutsche Industriellengattin, die nach einem Schlaganfall auf den Rollstuhl angewiesen ist. Zum weiteren Ensemble gehörte der dänisch-kroatische Schauspieler Zlatko Burić in der Rolle des Dimitry, eines russischen Oligarchen und Düngemittelmagnaten. Ebenfalls mit ihm an Bord sind seine Frau Vera und seine Geliebte Ludmilla, die von Sunnyi Melles und Carolina Gynning gespielt wurden. Henrik Dorsin ist in der Rolle des App-Entwicklers Jarmo Björkman zu sehen. Oliver Ford Davies und Amanda Walker spielen Winston und Clementine, ein älteres britisches Ehepaar, das mit Waffenhandel zu Reichtum gekommen ist. Dolly de Leon übernahm den Part der Abigail, der Reinigungskraft auf der Yacht.
Die deutsche Synchronisation entstand nach einem Dialogbuch und der Dialogregie von Till Endemann im Auftrag der DMT Digital Media Technologie GmbH, Hamburg.

### Förderungen, Dreharbeiten und Szenenbild

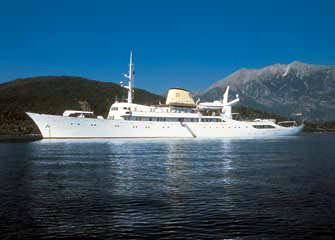
Einer der Drehorte: die im Mittelmeer liegende Megayacht Christina O

Der Film erhielt vom Medienboard Berlin-Brandenburg eine Produktionsförderung in Höhe von 300.000 Euro und wurde von der MOIN Filmförderung Hamburg Schleswig-Holstein mit 150.000 Euro in der Produktion und mit einer Verleihförderung in Höhe von 50.000 Euro unterstützt. Weitere Förderungen kamen von Film i Väst und vom Schwedischen Filminstitut.
Die Dreharbeiten begannen im Februar 2020 und wurden nach 25 Tagen wegen der Coronavirus-Pandemie bis Juni 2020 unterbrochen. Sie fanden im Studio von Film i Väst in Trollhättan, auf verschiedenen griechischen Inseln wie Euböa und auf der Yacht Christina O, die einst Aristoteles Onassis und Jackie Kennedy gehörte, im Mittelmeer statt. Die Aufnahmen in Griechenland wurden nach insgesamt 73 Drehtagen im November 2020 beendet. Kameramann war der Schwede Fredrik Wenzel, mit dem Östlund bereits für Höhere Gewalt und The Square zusammengearbeitet hatte. Ebenso war wieder Szenenbildnerin Josefin Åsberg für ihn tätig.

### Veröffentlichung
Die Premiere erfolgte am 21. Mai 2022 bei den Filmfestspielen in Cannes. Im Juni 2022 wurde der Film beim Sydney Film Festival gezeigt. Anfang Juli 2022 wurde der Film beim Internationalen Filmfestival Karlovy Vary in der Sektion Horizons vorgestellt. Ende Juli 2022 wurde der Film beim New Horizons International Film Festival im Rahmen der Polish Days gezeigt. Im August 2022 wurde er beim norwegischen Filmfestival in Haugesund gezeigt. Am 12. August 2022 eröffnete Triangle of Sadness das Sarajevo Film Festival. Im September 2022 wurde der Film beim Toronto International Film Festival vorgestellt, ebenso beim Festival des amerikanischen Films in Deauville und bei der Filmkunstmesse Leipzig. Ende September 2022 wurde er zudem beim Zurich Film Festival gezeigt. Kinostarts waren im weiteren Verlauf des Jahres geplant, so am 7. Oktober 2022 in Schweden. Im September und Oktober wurde der Film auch beim Filmfest Hamburg, im Oktober beim Beyond Fest, beim London Film Festival, beim New York Film Festival und beim Busan International Film Festival gezeigt. Die Rechte für Nordamerika sicherte sich Neon. Hier erfolgte der Kinostart am 7. Oktober 2022. In Deutschland wurde der Vertrieb von Alamode übernommen. Der Filmverleih brachte den Film am 13. Oktober 2022 in die Kinos. Die Filmförderungsanstalt gewährte eine Verleihförderung in Höhe von 80.000 Euro. Im November 2022 wurde Triangle of Sadness beim Festival de Cine Europeo de Sevilla gezeigt und im Dezember 2022 beim Red Sea International Film Festival.

## Rezeption

### Altersfreigabe
In Deutschland wurde der Film von der FSK ab zwölf Jahren freigegeben. In der Freigabebegründung heißt es, der Film enthalte mehrere Szenen, in denen Charaktere bedroht oder unter Druck gesetzt werden. Kinder und Jugendliche ab zwölf Jahren seien aufgrund ihres Entwicklungsstandes jedoch in der Lage, diese Szenen in den Kontext der satirischen, von schwarzem Humor geprägten Handlung einzuordnen und kritisch zu hinterfragen. Auch eine zurückhaltend bebilderte Sexszene bewege sich in einem Rahmen, der Jüngere nicht nachhaltig irritiere oder überfordere.

### Kritiken und Einspielergebnis
Laut Rotten Tomatoes fielen 72 Prozent der 231 Kritiken positiv aus. Auf Metacritic erhielt der Film einen Metascore von 63 von 100 möglichen Punkten, basierend auf 47 Kritiken. Im internationalen Kritikenspiegel der britischen Fachzeitschrift Screen International erhielt der Film 2,5 von 4 möglichen Sternen und belegte unter allen 21 Wettbewerbsbeiträgen in Cannes einen geteilten achten Platz.

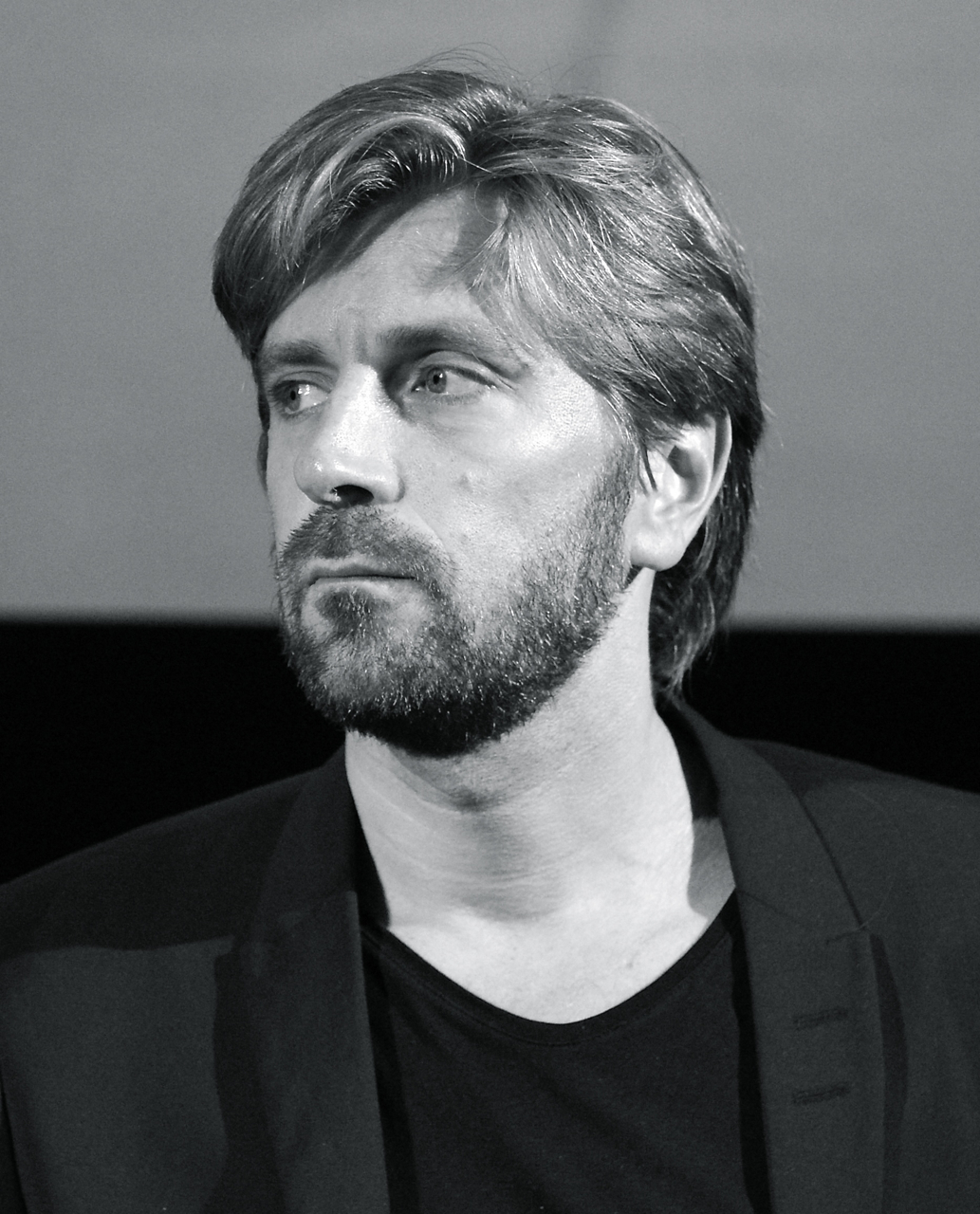
Regisseur Ruben Östlund

Hannah Strong von der Filmzeitschrift Little White Lies schreibt in ihrer Kritik, Ruben Östlund erfreue sich daran, den großen politischen Themen, die er in Triangle of Sadness anspricht, Toilettenhumor gegenüberzustellen, wobei die Menge an Erbrochenem und Fäkalien in diesem Film jede tiefere Bedeutung zu unterminieren drohe. Harris Dickinson sei in der Rolle des idealistischen, aber hohlköpfigen Carl großartig, und dem ausdrucksstarken Schauspieler gelinge es, nur mit einem Lippen- oder Stirnrunzeln die Lücken zwischen den Zeilen von Östlunds grob geschriebenem Drehbuch auszufüllen. Dickinson beweise in der Rolle sein komödiantisches Talent und auch, warum er als einer der besten Nachwuchsdarsteller gepriesen wird. Im dritten Kapitel wandele sich der Film in eine verschrobene Version von Herr der Fliegen, so Strong.
Anke Leweke von Zeit Online nennt Triangle of Sadness eine Farce, in der Östlund die Verhältnisse aus seinem vorherigen Film The Square, in dem er die zeitgenössische Kunstszene als eine Gesellschaftsschicht darstellte, die jeglichen Außenkontakt verloren hat, umkehre. Nachdem die Yacht nach dem Piratenüberfall in die Luft geflogen ist und die ehemalige Toilettenfrau Abigail auf der Insel das Kommando übernimmt, entstehe aus der Katastrophe kein Kollektiv, sondern eine neue, aber ehrlichere Hierarchie. Während die Figuren sonnengebräunter und bärtiger, ihre Kleider zerfetzt und ihre Gesichter mit Insektenstichen übersät werden, frage man sich zwar nach dem Sinn der exzessiven Versuchsanordnung, sicherlich sei der Film jedoch eher getragen von Schadenfreude als von einer Haltung oder einer wie auch immer gearteten Utopie.
Patrick Seyboth von epd Film schreibt, die satirische Schlagkraft von Triangle of Sadness hätte möglicherweise von thematischer Reduktion profitiert, ebenso wie von ein paar Straffungen. Im Vergleich zu Höhere Gewalt und The Square sei Triangle of Sadness brachial, die Pointen fielen simpler und härter aus, aber der Film erschöpfe sich dabei nicht im billigen Reichen-Bashing. Vielmehr zeige er, dass es genau jene Verhältnisse sind, die das Verhalten der Menschen prägen, und dass Unterprivilegierte, kommen sie in eine Machtposition, nicht zwangsläufig besser sind, so Seyboth. Östlunds Blick sei völlig illusionslos, doch trotz seiner zynischen Perspektive sei er nicht ganz herzlos, und er lasse alle seine Figuren in ihrer Menschlichkeit und Widersprüchlichkeit zur Geltung kommen, worin wohl auch die Melancholie liege, die in Triangle of Sadness immer wieder mitschwingt.
Thomas Schultze von Blickpunkt:Film erklärt, wenn im dritten Kapitel auf der Insel das Geld keine Bedeutung mehr hat, lasse Östlund kurz die Utopie eines Matriarchats entstehen. Zuvor aber haue der Film auf die Kacke und lasse sie buchstäblich spritzen, was er auf eine sehr komische, sehr bissige und betont unsubtile Weise und dabei sehr effektiv tue, als würde man Die 120 Tage von Sodom als pechschwarze Komödie über Klasse, Privileg und die Grenzen des menschlichen Körpers neu erzählen. Mit den bissigen Betrachtungen fühle man sich auch ein bisschen an die HBO-Miniserie White Lotus erinnert, so Schultze.
Die Redaktion des deutschen Online-Portals Filmdienst wählte das Werk auf Platz elf der besten Filme des Jahres 2022.
Die weltweiten Einnahmen des Films aus Kinovorführungen belaufen sich auf 23,1 Millionen US-Dollar. In Deutschland verzeichnet der Film 407.349 Besucher.

### Auszeichnungen
Im Rahmen der Verleihung der British Academy Film Awards 2023 befindet sich der Film unter anderem in Longlists in den Kategorien Bester Film, Bestes Drehbuch, Harris Dickinson als Bester Hauptdarsteller und Dolly de Leon als Beste Nebendarstellerin. Im Folgenden eine Auswahl weiterer Auszeichnungen und Nominierungen:

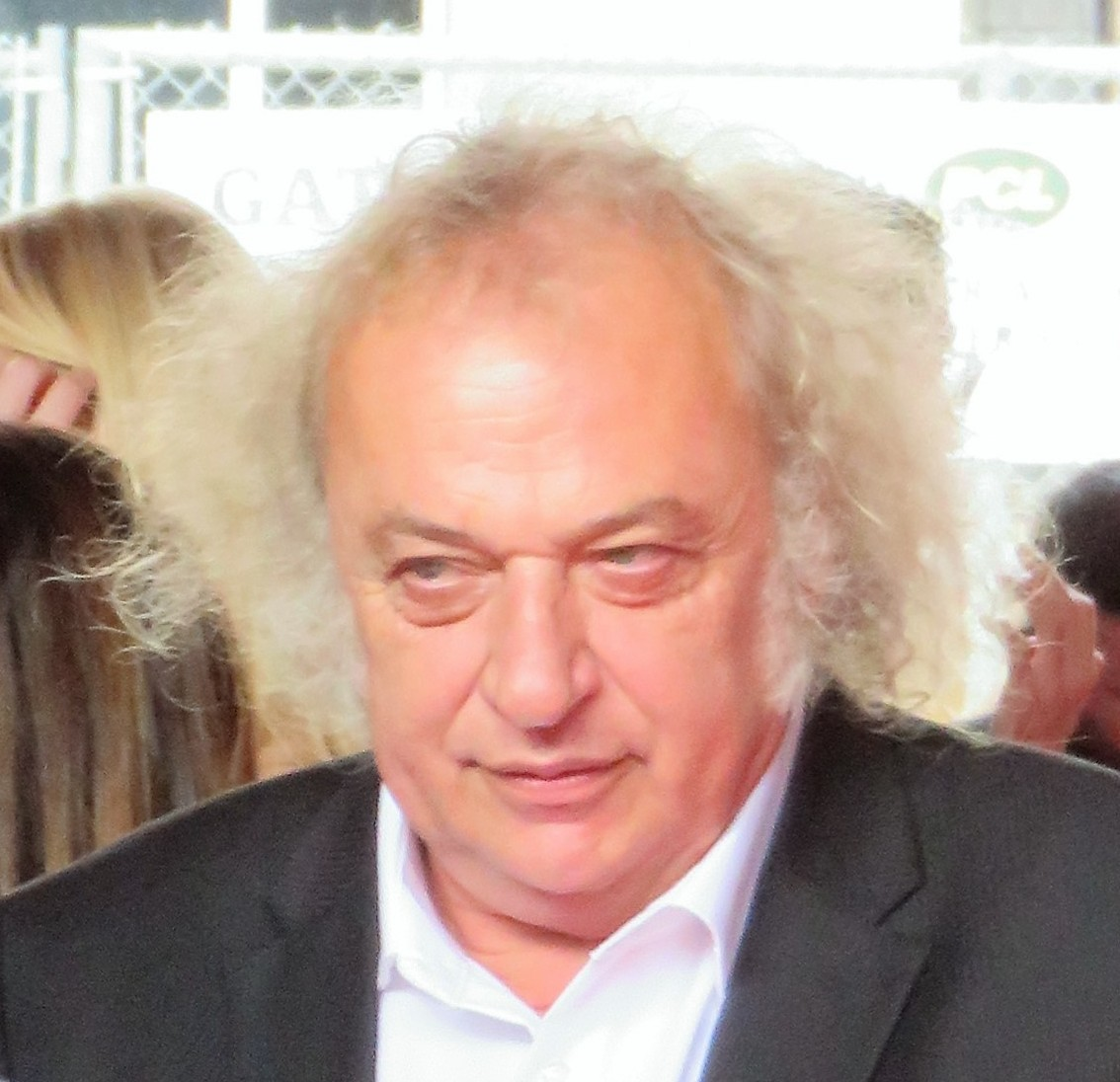
Zlatko Burić spielt Dimitry

Alliance of Women Film Journalists Awards 2023
- Nominierung als Bestes Ensemble[50]

AACTA International Awards 2023
- Nominierung für das Beste Drehbuch (Ruben Östlund)
- Nominierung als Bester Nebendarsteller (Woody Harrelson)[51]

British Academy Film Awards 2023
- Nominierung für das Beste Originaldrehbuch (Ruben Östlund)
- Nominierung als Beste Nebendarstellerin (Dolly de Leon)
- Nominierung für das Beste Casting

César 2023
- Nominierung als Bester ausländischer Film

Critics’ Choice Movie Awards 2023
- Nominierung als Beste Komödie[52]

Eddie Awards 2023
- Nominierung für den Besten Schnitt in einer Filmkomödie (Ruben Östlund & Mikel Cee Karlsson)[53]

Europäischer Filmpreis 2022
- Auszeichnung als Bester Film
- Auszeichnung für die Beste Regie (Ruben Östlund)
- Auszeichnung für das Beste Drehbuch (Ruben Östlund)
- Auszeichnung als Bester Darsteller (Zlatko Burić)
- Nominierung für den European University Film Award

Filmfest Hamburg 2022
- Nominierung für den Hamburger Produzentenpreis für internationale Koproduktionen
- Nominierung für den Art Cinema Award[54]

Filmkunstmesse Leipzig 2022
- Auszeichnung als Bester internationaler Film[55]

Golden Globe Awards 2023

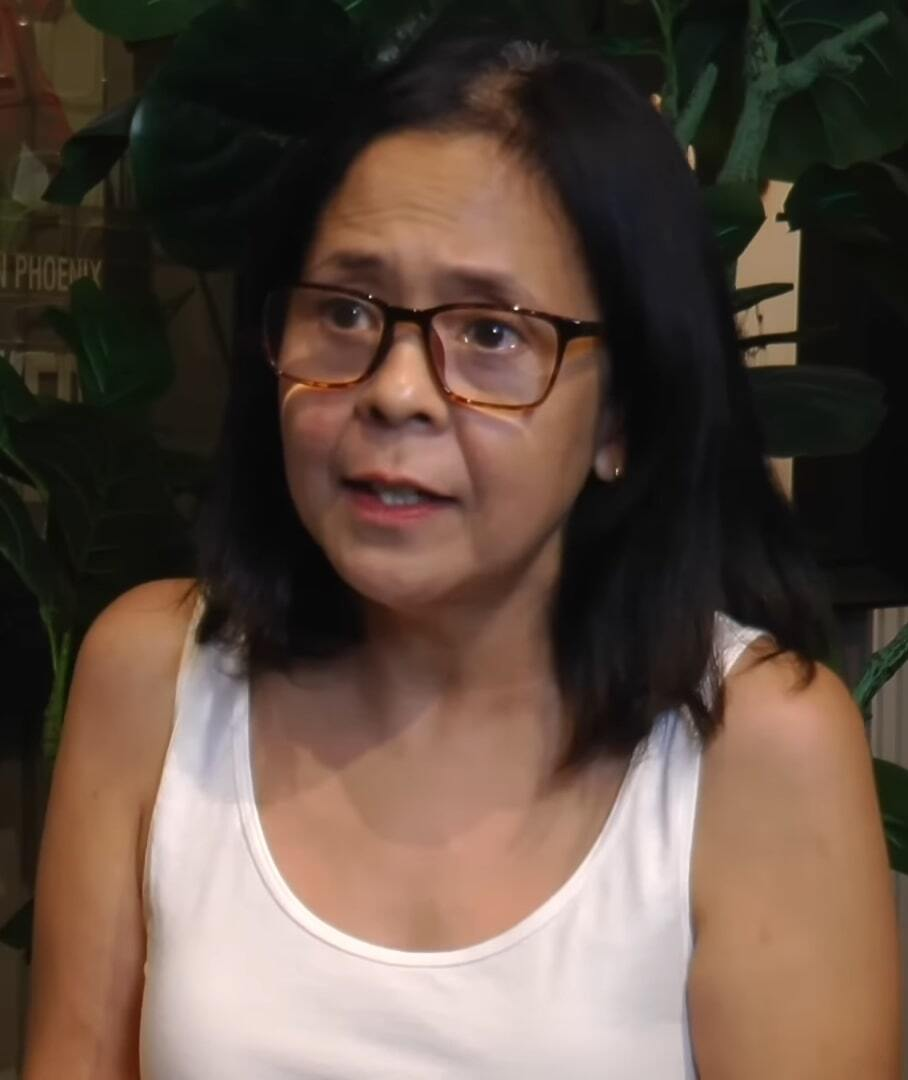
Dolly de Leon war bei den Golden Globe Awards 2023 als beste Nebendarstellerin nominiert

- Nominierung als Bester Film – Komödie oder Musical
- Nominierung als Beste Nebendarstellerin (Dolly de Leon)[56]

Golden Reel Awards 2023
- Nominierung für den Besten Tonschnitt in einem fremdsprachigen Film[57]

Guldbagge 2023
- Auszeichnung als Bester Film
- Auszeichnung für die Beste Regie (Ruben Östlund)
- Auszeichnung als Beste Nebendarstellerin (Dolly de Leon)
- Auszeichnung als Bester Nebendarsteller (Zlatko Burić)
- Auszeichnung für das Beste Kostümdesign (Sofie Krunegård)
- Auszeichnung für das Beste Make-up (Stefanie Gredig)
- Nominierung für das Beste Drehbuch (Ruben Östlund)
- Nominierung für die Besten visuellen Effekte (Peter Hjorth, Peter Toggeth Karlsson und Ludwig Källén)
- Nominierung für das Beste Szenenbild (Josefin Åsberg)[58][59]

Internationale Filmfestspiele von Cannes 2022
- Auszeichnung mit der Goldenen Palme (Ruben Östlund)
- Auszeichnung mit dem Arthouse Cinemas Award[60]

London Critics’ Circle Film Awards 2023
- Nominierung als Beste Nebendarstellerin (Dolly de Leon)
- Nominierung als Bester britischer Darsteller (Harris Dickinson, auch für See How They Run & Der Gesang der Flusskrebse)[61]

Los Angeles Film Critics Association Awards 2022
- Auszeichnung in der Kategorie Beste Nebenrolle (Dolly de Leon)[62]

National Society of Film Critics Awards 2023
- Drittplatzierte in der Kategorie „Beste Nebendarstellerin“ (Dolly de Leon)[63]

Online Film Critics Society Awards 2023
- Nominierung als Beste Nebendarstellerin (Dolly de Leon)[64]

Oscarverleihung 2023
- Nominierung als Bester Film
- Nominierung für das Beste Originaldrehbuch (Ruben Östlund)
- Nominierung für die Beste Regie (Ruben Östlund)

San Sebastián International Film Festival 2022
- Nominierung für den Publikumspreis / City of Donostia Audience Award (Ruben Östlund)

Satellite Awards 2022
- Nominierung als Bester Spielfilm – Comedy or Musical
- Nominierung für das Beste Originaldrehbuch (Ruben Östlund)
- Nominierung als Beste Nebendarstellerin (Dolly de Leon)[65]